# Sportverein Wacker Burghausen 2008-2009
Questa voce raccoglie le informazioni riguardanti lo Sportverein Wacker Burghausen nelle competizioni ufficiali della stagione 2008-2009.

## Stagione
Nella stagione 2008-2009 il Wacker Burghausen, allenato da Günter Güttler e Ralf Santelli, concluse il campionato di 3. Liga al 18º posto.

## Rosa
| N. |                      | Ruolo | Calciatore            |
| -- | -------------------- | ----- | --------------------- |
| 1  | Germania (bandiera)  | P     | Jens Kern             |
| 2  | Rep. Ceca (bandiera) | D     | Josef Laštovka        |
| 3  | Germania (bandiera)  | C     | Ronald Schmidt        |
| 4  | Germania (bandiera)  | C     | Björn Hertl           |
| 5  | Germania (bandiera)  | D     | Sebastian Wolf        |
| 6  | Turchia (bandiera)   | D     | Dilaver Satilmis      |
| 7  | Germania (bandiera)  | A     | Florian Galuschka     |
| 8  | Brasile (bandiera)   | C     | Rodrigo Martins       |
| 9  | Italia (bandiera)    | A     | Alessandro Belleri    |
| 10 | Italia (bandiera)    | A     | Marco Calamita        |
| 13 | Germania (bandiera)  | C     | Roland Bonimeier      |
| 14 | Germania (bandiera)  | C     | Christoph Böcher      |
| 16 | Germania (bandiera)  | D     | Thomas Mayer          |
| 18 | Germania (bandiera)  | C     | Sebastian Mitterhuber |
| 19 | Germania (bandiera)  | C     | Martin Oslislo        |

| N. |                     | Ruolo | Calciatore         |
| -- | ------------------- | ----- | ------------------ |
| 20 | Ungheria (bandiera) | C     | Levente Schultz    |
| 21 | Germania (bandiera) | A     | Thomas Kurz        |
| 22 | Germania (bandiera) | C     | Fatmir Pupalovic   |
| 23 | Germania (bandiera) | A     | Uli Fries          |
| 24 | Germania (bandiera) | D     | Julian Matiasovits |
| 25 | Germania (bandiera) | P     | Manuel Riemann     |
| 27 | Germania (bandiera) | A     | Christian Cappek   |
| 29 | Germania (bandiera) | D     | Marco Holz         |
| 30 | Germania (bandiera) | C     | David Solga        |
| 31 | Germania (bandiera) | P     | Benjamin Gommert   |
| 32 | Germania (bandiera) | D     | Sven Kresin        |
| 33 | Germania (bandiera) | C     | Markus Grübl       |
| 34 | Germania (bandiera) | D     | Christoph Buchner  |
|    | Germania (bandiera) | D     | Dominik Kupfer     |

## Organigramma societario
Area tecnica
- Allenatore: Jürgen Press, Ralf Santelli
- Allenatore in seconda: Karl-Heinz Fenk
- Preparatore dei portieri: Kay Wehner
- Preparatori atletici:

## Calciomercato

### Sessione estiva
| Acquisti | Acquisti          | Acquisti              | Acquisti |
| R.       | Nome              | da                    | Modalità |
| -------- | ----------------- | --------------------- | -------- |
| C        | Christoph Böcher  | Oggersheim            |          |
| D        | Christoph Buchner | Wacker Burghausen U19 |          |
| A        | Marco Calamita    | Pfullendorf           |          |
| A        | Christian Cappek  | Monaco 1860 U19       |          |
| A        | Kiril Chokchev    | USK Maximarkt Anif    |          |
| A        | Uli Fries         | Heimstetten           |          |
| C        | Markus Grübl      | Wacker Burghausen U19 |          |
| D        | Dominik Kupfer    | Hansa Rostock U19     |          |

| Cessioni | Cessioni          | Cessioni             | Cessioni |
| R.       | Nome              | a                    | Modalità |
| -------- | ----------------- | -------------------- | -------- |
| C        | Christian Dausel  | Rot-Weiß Erfurt      |          |
| A        | Christian Doll    | Ingolstadt 04 II     |          |
| D        | Igor Jovanović    | Kleve                |          |
| C        | Marco Manske      | Sandhausen           |          |
| D        | Markus Palionis   | Dinamo Dresda        |          |
| D        | Daniel Rosin      | Magdeburgo           |          |
| A        | Christoph Teinert | Aalen                |          |
| D        | Sergej Volkov     | Wacker Burghausen II |          |

### Sessione invernale
| Acquisti | Acquisti | Acquisti | Acquisti |
| R.       | Nome     | da       | Modalità |
| -------- | -------- | -------- | -------- |

| Cessioni | Cessioni       | Cessioni       | Cessioni |
| R.       | Nome           | a              | Modalità |
| -------- | -------------- | -------------- | -------- |
| A        | Kiril Chokchev | Waidhofen/Ybbs |          |

## Risultati

### 3. Liga

#### Girone di andata
| Arbitro: | Weiner |

|                          |           |  |
| Mitterhuber 25’ Kurz 45’ | Marcatori |  |

| Arbitro: | Seemann |

|                    |           |  |
| Haas 12’ Baier 23’ | Marcatori |  |

| Arbitro: | Willenborg |

|  |           |                                      |
|  | Marcatori | 6’, 9’ Lawarée 55’ Şahin 74’ Caillas |

| Arbitro: | Frank |

|                                            |           |  |
| Patschinski 30’ (rig.), 60’, 90’ Biran 77’ | Marcatori |  |

| Arbitro: | Rafati |

|                                                  |           |             |
| Calamita 26’, 78’ Kurz 45’ Schmidt 58’ Solga 69’ | Marcatori | 13’ Zillner |

| Arbitro: | Hammer |

|                             |           |                                        |
| Celikovic 53’ Reichwein 88’ | Marcatori | 40’, 50’, 66’ Calamita 42’ Mitterhuber |

| Arbitro: | Siebert |

|                          |           |                                     |
| Calamita 62’ Schmidt 67’ | Marcatori | 18’ Grech 66’ (rig.) Pinto 79’ Haas |

| Arbitro: | Benedum |

|                                           |           |                 |
| Müller 10’ Savran 60’ (rig.) Petrovic 65’ | Marcatori | 39’ Mitterhuber |

| Arbitro: | Schumacher |

|  |           |             |
|  | Marcatori | 15’ Beigang |

| Arbitro: | Kampka |

|                         |           |  |
| Lenze 11’ Danneberg 58’ | Marcatori |  |

| Arbitro: | Gorniak |

|  |           |                                              |
|  | Marcatori | 50’ Lukunku 55’ Müller 62’ Feick 65’ Glasner |

| Arbitro: | Steinhaus-Webb |

|                        |           |                  |
| Riemer 8’ Petersen 77’ | Marcatori | 18’, 32’ Schultz |

| Arbitro: | Wagner |

|             |           |                                          |
| Calamita 8’ | Marcatori | 39’, 82’ Bunjaku 57’ Wolf 69’ Rockenbach |

| Aalen 7 novembre 2008, ore 19:00 CET 14ª giornata | Aalen  | 0 – 0 referto | Wacker Burghausen | Scholz-Arena (2 820 spett.)\| Arbitro: \| Metzen \| |
| Arbitro:                                          | Metzen |               |                   |                                                     |

| Arbitro: | Bandurski |

|                                       |           |           |
| Mitterhuber 54’ Kresin 87’ Cappek 88’ | Marcatori | 65’ Unger |

| Arbitro: | Blos |

|                         |           |                   |
| Niemeyer 2’ Artmann 66’ | Marcatori | 24’, 68’ Calamita |

| Burghausen 30 novembre 2008, ore 14:00 CET 17ª giornata | Wacker Burghausen | 0 – 0 referto | Bayern Monaco II | Wacker-Arena (3 300 spett.)\| Arbitro: \| Fischer \| |
| Arbitro:                                                | Fischer           |               |                  |                                                      |

| Arbitro: | Kunzmann |

|                        |           |  |
| Cappek 30’ Oslislo 90’ | Marcatori |  |

| Arbitro: | Benedum |

|                             |           |  |
| Pazurek 14’, 47’ Dausch 33’ | Marcatori |  |

#### Girone di ritorno
| Stoccarda 20 dicembre 2008, ore 14:00 CET 20ª giornata | Kickers Stoccarda | 0 – 0 referto | Wacker Burghausen | Gazi-Stadion auf der Waldau (2 820 spett.)\| Arbitro: \| Ittrich \| |
| Arbitro:                                               | Ittrich           |               |                   |                                                                     |

| Burghausen 10 marzo 2009, ore 19:00 CET 21ª giornata | Wacker Burghausen | 0 – 0 referto | Kickers Offenbach | Wacker-Arena (2 100 spett.)\| Arbitro: \| Schempershauwe \| |
| Arbitro:                                             | Schempershauwe    |               |                   |                                                             |

| Arbitro: | Seiwert |

|                                     |           |              |
| Palikuca 25’ Sieger 63’ Caillas 78’ | Marcatori | 58’ Calamita |

| Burghausen 18 marzo 2009, ore 19:00 CET 23ª giornata | Wacker Burghausen | 0 – 0 referto | Union Berlino | Wacker-Arena (2 650 spett.)\| Arbitro: \| Hammer \| |
| Arbitro:                                             | Hammer            |               |               |                                                     |

| Arbitro: | Wingenbach |

|  |           |                            |
|  | Marcatori | 64’ Cappek 90’ Mitterhuber |

| Arbitro: | Kempter |

|                        |           |  |
| Schultz 50’ Cappek 73’ | Marcatori |  |

| Arbitro: | Wenkel |

|            |           |            |
| Öztürk 77’ | Marcatori | 51’ Cappek |

| Arbitro: | Steinberg |

|  |           |                                    |
|  | Marcatori | 37’ Wagefeld 78’ Savran 90’ Kügler |

| Arbitro: | Zwayer |

|            |           |  |
| Schmid 21’ | Marcatori |  |

| Arbitro: | Walz |

|  |           |                           |
|  | Marcatori | 8’ Danneberg 87’ Pfitzner |

| Arbitro: | Kuhl |

|                           |           |  |
| Hensel 68’ Bouhaddouz 72’ | Marcatori |  |

| Arbitro: | Trautmann |

|  |           |                        |
|  | Marcatori | 27’ Hähnge 90’ Sträßer |

| Arbitro: | Gorniak |

|  |           |                               |
|  | Marcatori | 49’, 89’ Belleri 65’ Calamita |

| Arbitro: | Siebert |

|                    |           |  |
| Belleri 50’ (rig.) | Marcatori |  |

| Arbitro: | Seiwert |

|           |           |               |
| Unger 63’ | Marcatori | 71’ Galuschka |

| Arbitro: | Henschel |

|                         |           |                    |
| Belleri 33’ Buchner 89’ | Marcatori | 9’ Oehrl 45’ Ikeng |

| Arbitro: | Grudzinski |

|                              |           |               |
| Sikorski 74’, 77’ Yılmaz 82’ | Marcatori | 72’ Bonimeier |

| Arbitro: | Frank |

|                                                                |           |  |
| Damjanović 8’, 23’ Krause 12’ Wachsmuth 30’ Güvenışık 75’, 80’ | Marcatori |  |

| Arbitro: | Wagner |

|                       |           |           |
| Mayer 51’ Belleri 73’ | Marcatori | 14’ Walch |

## Statistiche

### Statistiche di squadra
| Competizione | Punti | In casa | In casa | In casa | In casa | In casa | In casa | In trasferta | In trasferta | In trasferta | In trasferta | In trasferta | In trasferta | Totale | Totale | Totale | Totale | Totale | Totale | DR  |
| Competizione | Punti | G       | V       | N       | P       | Gf      | Gs      | G            | V            | N            | P            | Gf           | Gs           | G      | V      | N      | P      | Gf     | Gs     | DR  |
| ------------ | ----- | ------- | ------- | ------- | ------- | ------- | ------- | ------------ | ------------ | ------------ | ------------ | ------------ | ------------ | ------ | ------ | ------ | ------ | ------ | ------ | --- |
| 3. Liga      | 40    | 19      | 7       | 4       | 8       | 22      | 28      | 19           | 3            | 6            | 10           | 18           | 37           | 38     | 10     | 10     | 18     | 40     | 65     | -25 |
| Totale       | 40    | 19      | 7       | 4       | 8       | 22      | 28      | 19           | 3            | 6            | 10           | 18           | 37           | 38     | 10     | 10     | 18     | 40     | 65     | -25 |

### Andamento in campionato
| Giornata  | 1 | 2  | 3  | 4  | 5  | 6  | 7  | 8  | 9  | 10 | 11 | 12 | 13 | 14 | 15 | 16 | 17 | 18 | 19 | 20 | 21 | 22 | 23 | 24 | 25 | 26 | 27 | 28 | 29 | 30 | 31 | 32 | 33 | 34 | 35 | 36 | 37 | 38 |
| --------- | - | -- | -- | -- | -- | -- | -- | -- | -- | -- | -- | -- | -- | -- | -- | -- | -- | -- | -- | -- | -- | -- | -- | -- | -- | -- | -- | -- | -- | -- | -- | -- | -- | -- | -- | -- | -- | -- |
| Luogo     | C | T  | C  | T  | C  | T  | C  | T  | C  | T  | C  | T  | C  | T  | C  | T  | C  | C  | T  | T  | C  | T  | C  | T  | C  | T  | C  | T  | C  | T  | C  | T  | C  | T  | C  | T  | T  | C  |
| Risultato | V | P  | P  | P  | V  | V  | P  | P  | P  | P  | P  | N  | P  | N  | V  | N  | N  | V  | P  | N  | N  | P  | N  | V  | V  | N  | P  | P  | P  | P  | P  | V  | V  | N  | N  | P  | P  | V  |
| Posizione | 3 | 10 | 17 | 18 | 14 | 10 | 11 | 13 | 13 | 16 | 17 | 17 | 18 | 18 | 17 | 17 | 17 | 15 | 17 | 17 | 17 | 18 | 18 | 16 | 13 | 14 | 15 | 17 | 16 | 19 | 19 | 18 | 17 | 16 | 16 | 19 | 19 | 18 |

Legenda:

Luogo: C = Casa; T = Trasferta. Risultato: V = Vittoria; N = Pareggio; P = Sconfitta.

### Statistiche dei giocatori
| A. Belleri     | 17 | 5  | 3  | 0 |
| R. Bonimeier   | 25 | 1  | 7  | 1 |
| C. Buchner     | 20 | 1  | 2  | 0 |
| C. Böcher      | 21 | 0  | 2  | 1 |
| M. Calamita    | 38 | 11 | 5  | 0 |
| C. Cappek      | 23 | 5  | 3  | 0 |
| K. Chokchev    | 3  | 0  | 1  | 0 |
| U. Fries       | 14 | 0  | 1  | 0 |
| F. Galuschka   | 10 | 1  | 1  | 1 |
| B. Gommert     | 0  | 0  | 0  | 0 |
| M. Grübl       | 14 | 0  | 1  | 1 |
| B. Hertl       | 16 | 0  | 3  | 0 |
| M. Holz        | 2  | 0  | 1  | 0 |
| J. Kern        | 12 | 0  | 2  | 0 |
| S. Kresin      | 13 | 1  | 1  | 1 |
| D. Kupfer      | 0  | 0  | 0  | 0 |
| T. Kurz        | 14 | 2  | 2  | 0 |
| J. Laštovka    | 35 | 0  | 6  | 0 |
| R. Martins     | 0  | 0  | 0  | 0 |
| J. Matiasovits | 21 | 0  | 1  | 0 |
| T. Mayer       | 18 | 1  | 1  | 0 |
| S. Mitterhuber | 36 | 5  | 1  | 0 |
| M. Oslislo     | 22 | 1  | 3  | 1 |
| F. Pupalovic   | 0  | 0  | 0  | 0 |
| M. Riemann     | 26 | 0  | 4  | 0 |
| D. Satilmis    | 15 | 0  | 4  | 0 |
| R. Schmidt     | 27 | 2  | 11 | 0 |
| L. Schultz     | 29 | 3  | 5  | 0 |
| D. Solga       | 26 | 1  | 3  | 0 |
| S. Wolf        | 21 | 0  | 5  | 0 |